# Chlumek (tvrz, okres Sokolov)
Chlumek je původně renesanční tvrz, po barokní přestavbě v 18. století sloužící jako sýpka. Nachází se na vyvýšené terase vysoko nad levým břehem Ohře v zaniklé vsi Chlumek, bývalé osadě obce Dasnice v okrese Sokolov v Karlovarském kraji.
Od roku 1963 je tvrz chráněna jako kulturní památka.

## Historie
Tvrz nechali postavit v 16. století Štolcové ze Simsdorfu, pravděpodobně jako náhradu za gotickou tvrz, panské sídlo Perglerů z Perglasu, zaniklé nejpozději během první poloviny 16. století. Poloha a podoba původní tvrze není známá. Štolcové vlastnili Chlumek až do roku 1620 a tvrz v poplužním dvoře vznikla za Jana Štolce.
Po zabavení majetků Štolců po bitvě na Bílé hoře byl statek v roce 1622 prodán Bartoloměji Bräunerovi z Vildenavy. Chumek drželo v následujících 100 letech několik majitelů. Roku 1745 koupila statky Chlumek a Šabinu Veronika Dorota z Becku a tvrz nechala přestavět na sýpku. V roce 1765 koupili Chlumek Nosticové a František Václav Nostic jej připojil k falknovskému panství. Nedaleko, asi 60 metrů od tvrze, nechal postavit barokní zámek. Je nazýván Starým zámkem, aby se pojmenováním odlišil od dalšího blízkého Nového zámku, postaveného ke konci 19. století. Nový zámek však již neexistuje, k jeho zboření došlo v květnu 1983. V držení Nosticů zůstal Chlumek do roku 1945. Po roce 1945 převzal hospodářské objekty místní státní statek a tvrz užíval jako skladiště hnojiv. V roce 1992 objekt vyhořel a krátce z něj zůstaly jen obvodové zdi. Brzy po požáru však byla budova opravena a nově omítnuta.

## Stavební podoba
Původně renesanční tvrz, v barokním stylu přestavěná v polovině 18. století na sýpku, je nárožní obdélná zděná budova z lomového kamene o rozměrech přibližně 11 × 21 metrů, součást bývalého poplužního dvora. Renesanční původ připomíná ozdobný prvek v ostění nad zadním vstupem do budovy dvora s letopočtem 1570. Těsně nad něj byl později za Nosticů doplněn jejich mladší erb. Při přestavbě v 18. století nahradily původní okna obdélné otvory. Při radikální přestavbě interiéru došlo k vybourání vnitřních příček a dřevěné patro bylo vybaveno schodištěm. Objekt má jednoduché nečleněné fasády s obdélnými okny s kamennými šambránami. Valbová střecha je krytá pálenými taškami esovkami.